# 勒塞
勒塞（法語：Lecey，法語發音：[ləsɛ]）是法国上马恩省的一个市镇，属于朗格勒区。

## 地理
勒塞（47°51'45"N, 5°26'25"E）面积7.85 平方千米，位于法国大東部大區上马恩省，该省份为法国东北部内陆省份，北起马恩省和默兹省，西接奥布省，西南接科多尔省，东南接上索恩省，东临孚日省。
与勒塞接壤的市镇（或旧市镇、城区）包括：塞尔苏瓦、沙特奈沃丹、奥尔比尼欧蒙、奥尔比尼欧瓦勒、佩涅、圣莫里斯。

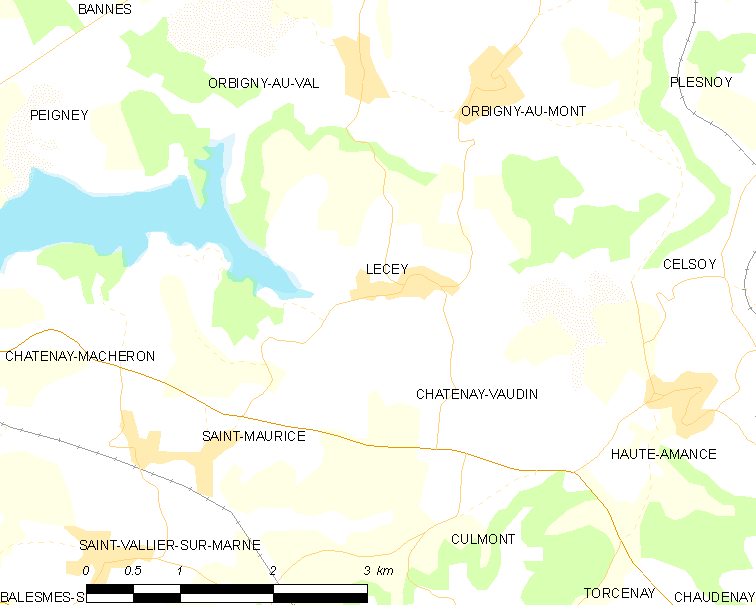
勒塞的OSM定位图

勒塞的时区为UTC+01:00、UTC+02:00（夏令时）。

## 行政
勒塞的邮政编码为52360，INSEE市镇编码为52280。

## 政治
勒塞所属的省级选区为朗格勒县。

## 人口

1962-2008年间勒塞人口变化图示

勒塞于2022年1月1日时的人口数量为193人。